# Muttekopf (Imst)
Muttekopf är ett berg i Österrike.   Det ligger i distriktet Imst och förbundslandet Tyrolen, i den västra delen av landet, 400 km väster om huvudstaden Wien. Toppen på Muttekopf är 2 774 meter över havet, eller 310 meter över den omgivande terrängen. Bredden vid basen är 3,0 km.
Terrängen runt Muttekopf är huvudsakligen bergig, men den allra närmaste omgivningen är kuperad. Närmaste större samhälle är Imst, 7,2 km öster om Muttekopf. 
Trakten runt Muttekopf består i huvudsak av gräsmarker. Runt Muttekopf är det ganska glesbefolkat, med 30 invånare per kvadratkilometer.